# Teton megye (Idaho)
Teton megye az Amerikai Egyesült Államokban, azon belül Idaho államban található. Megyeszékhelye Driggs, legnagyobb városa Victor. Lakosainak száma 11 630 fő (2020. április 1.). Teton megye Fremont, Teton, Madison és Bonneville megyékkel határos.

## Népesség
A megye népességének változása:
| Lakosok száma | 10 157 | 10 165 | 10 069 | 10 275 | 10 564 | 11 630 |
|               | 2010   | 2011   | 2012   | 2013   | 2015   | 2020   |